# 岐氏
岐氏（ふなとし）は、奈良時代における大隅国大隅郡岐郷の豪族である。姓は直。

## 「岐」について
岐郷は、『和名抄』に大隅郡岐と記されており「支刀（フナト、支は岐の省略）」と読むとされる。岐は、『日本書紀』に岐神とあるのを、『古事記』に船戸神と載せているので、フナトと読み、刀の字を補っても同訓と考えられる。フナトのトは御津（ミト）のトで、岐氏は郡内の重要な港を拠点としていた豪族と推測できる。

## 概要
直姓を称しているため、同じく直姓であった大隈氏の一族である可能性がある。
岐氏は、『続日本紀』天平勝宝元年（749年）8月条に、「外正六位上曾縣主岐直志自羽志、加禰保佐並に外從五位下を賜ふ」と見えるが、曾縣主の姓は曾君であると考えられ、かつ縣主と他の姓とを重複した例は全くなく、さらにこの文には加禰保佐に氏姓の記載がないことを考慮すれば、曾縣主志自羽志、岐直加禰保佐の誤写とであると推測できる。